# 千鳥町 (川崎市)
千鳥町（ちどりちょう）は、神奈川県川崎市川崎区の町名。1974年（昭和49年）2月15日に住居表示が施行されている。面積は2.07km²。人口はごくわずかである。

## 地理

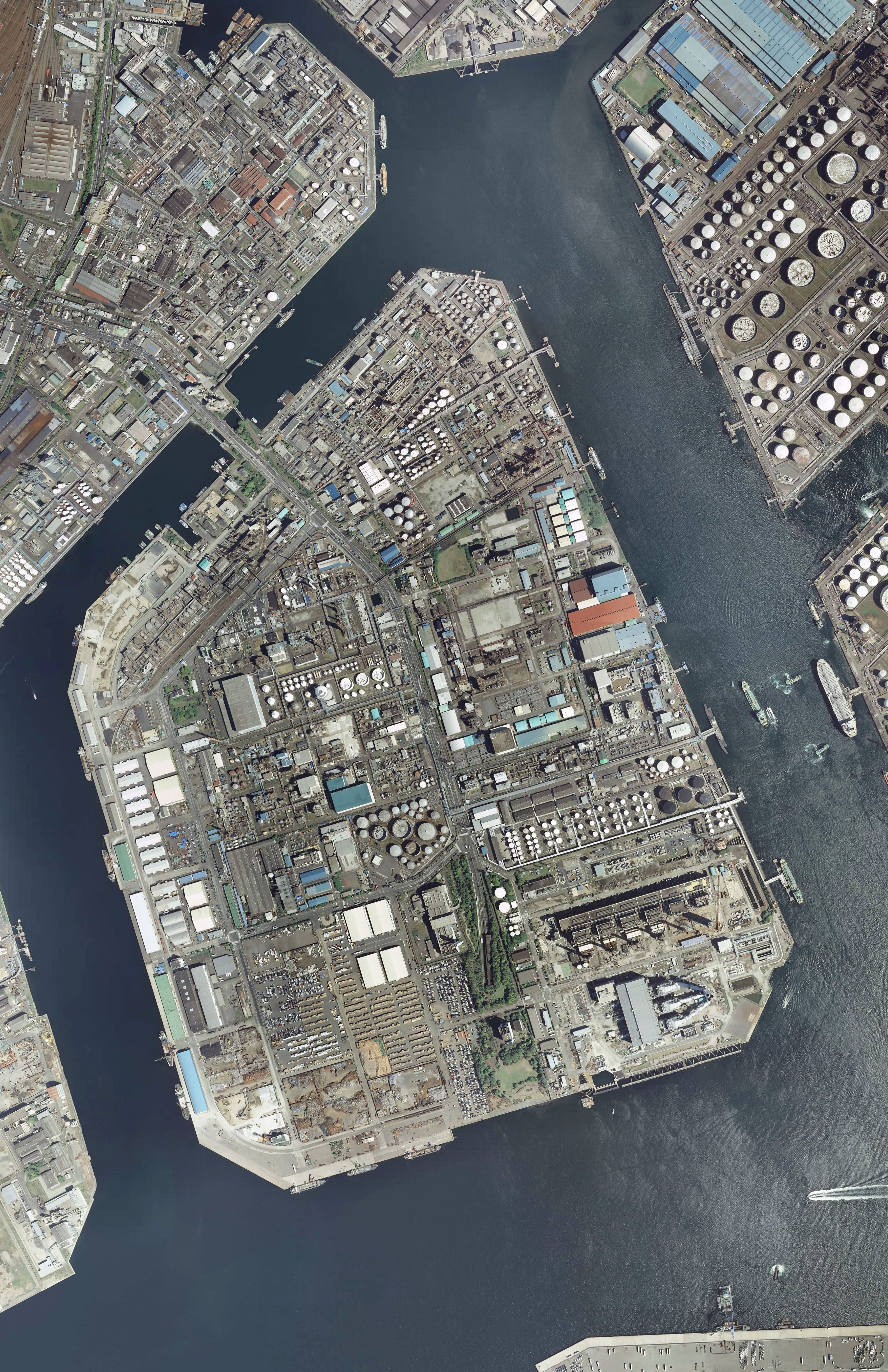
千鳥町周辺の空中写真。。2007年4月撮影の8枚を合成作成。

四方を運河に囲まれた埋立地であり、川崎港の中心地として港湾関連の施設が存在するほか、工場や東京電力の川崎火力発電所などが所在する。
千鳥町は北端で千鳥運河を挟んで夜光に接し、東端では大師運河を挟んで浮島町に接する。南端では京浜運河を挟んで東扇島に接し、西端では塩浜運河を挟んで水江町に接する。これらの町域はすべて川崎区内であり、千鳥町は区境や市境には接していない。港湾施設周辺（商業地域）を除き、工業専用地域に指定されている。

## 歴史
当地はもともと海面であり、明治末期に新田開発が行われたこともあったが、本格的に造成が行われ始めたのは1937年（昭和12年）からで、神奈川県が京浜工業地帯の工業用地とするために始めた事業であった。太平洋戦争に突入し資材も不足していたが、横須賀海軍工廠の川崎分工場として使うため1943年（昭和18年）に売却され、その後も他工区を差し置いて工事が進んだが、敗戦にともなって工事は中断した。
軍事施設であったため戦後はアメリカ軍が占拠していたが、復興に必要との判断から川崎市から払い下げの働きかけを行い、大蔵省と米軍の同意を取り付けておよそ9600万円で市へと払い下げられた。神奈川県が工事を始めた戦前の段階で漁業権はいったん決着していたが、工事中も暫定的に漁業を認めていたこともあり改めて交渉が行われ、1956年（昭和31年）に交渉が妥結し、その中で本格着工も翌1957年3月と決められた。
当初、市は工費の確保のために悪戦苦闘していたが、横浜港もアメリカ軍が接収していたことから、戦後の混乱した情勢の中で食料やリン鉱石の輸入用の港として運輸省が当地に着目していたこともあり、ちょうど同時期に成立した港湾整備促進法による政府融資が受けられることとなり、本格着工に間に合わせることができた。
埋立地の計画段階では、西側半分を住宅地や公園とする予定であったが、工業用地としての需要が殺到した結果、港湾施設や道路以外の用地をすべて工業地とすることとなり、石油化学工場や、エネルギー源としての東京電力川崎火力発電所が進出企業に選ばれた。土地の売上は51億円という額となったが、市全体が財政難にあって他事業にも転用され、港湾整備に使われたのはそのうち20億円にとどまった。
千鳥町と本土を結ぶために最初にかけられた橋は木造で、老朽化やキティ台風の襲来により自動車の通行も困難となっていた。そのため、1949年（昭和24年）に専用線（のちの神奈川臨海鉄道千鳥線）の橋梁が架かった後には、専用線の運行がなかった昼間に角材を敷いて自動車を通すということも行われていた。終戦後の混乱で資材の手配も困難な中、市内で架けられる予定があったものの放置されていた跨線橋の橋桁を転用して、1952年（昭和27年）に道路橋が開通した。

### 地名の由来
埋め立てる前は、当地が千鳥の群れる寄洲であったことから。

### 沿革
- 1937年（昭和12年） - 神奈川県が埋め立てを開始。
- 1945年（昭和20年） - 敗戦に伴い工事が中断。
- 1953年（昭和28年） - 工事再開、千鳥町と命名される[7]。
- 1964年（昭和39年） - 市営埠頭が竣工[7]。神奈川臨海鉄道千鳥線が開通[19]。
- 1974年（昭和49年） - 住居表示が実施される。

## 事業所
2021年（令和3年）現在の経済センサス調査による事業所数と従業員数は以下の通りである。
| 町丁   | 事業所数 | 従業員数 |
| ------ | -------- | -------- |
| 千鳥町 | 26事業所 | 584人    |

### 事業者数の変遷
経済センサスによる事業所数の推移。
| 年                 | 事業者数 |
| ------------------ | -------- |
| 2016年（平成28年） | 29       |
| 2021年（令和3年）  | 26       |

### 従業員数の変遷
経済センサスによる従業員数の推移。
| 年                 | 従業員数 |
| ------------------ | -------- |
| 2016年（平成28年） | 324      |
| 2021年（令和3年）  | 584      |

## 交通

### 鉄道
貨物線である神奈川臨海鉄道の千鳥線が通り、千鳥町駅が所在する。

### 港湾
川崎港の埠頭があり、倉庫や税関・検疫など関連する施設が所在する。

### 路線バス
川崎市交通局の路線バス（塩浜営業所管轄）が、川崎駅と当地を結ぶバスを運行している。

### 道路
- 国道132号
- 川崎港海底トンネル

## 施設

### 港湾施設

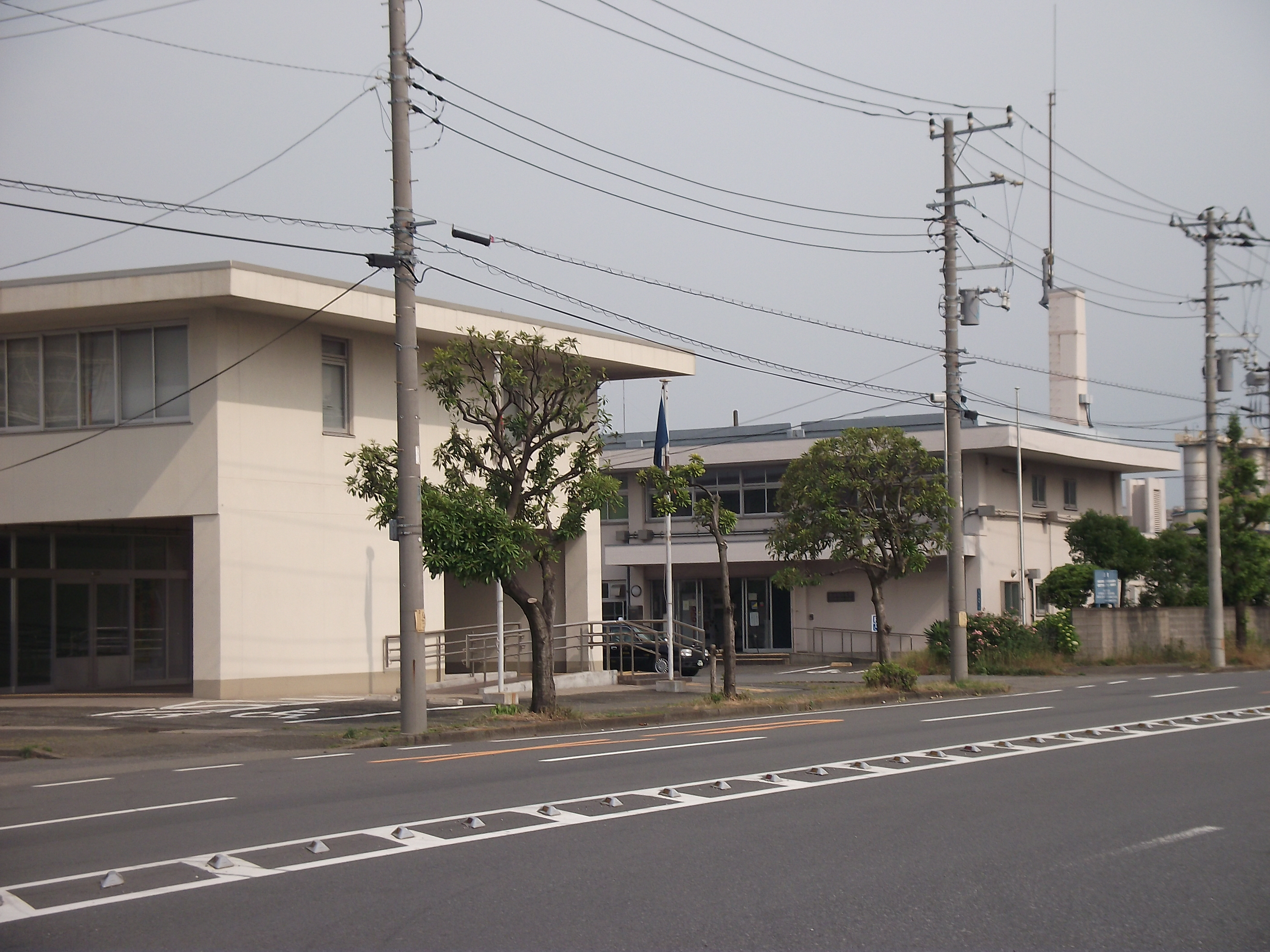
川崎港湾合同庁舎（手前）と横浜税関川崎税関支署（奥）。

- 横浜税関川崎税関支署[22]
- 川崎港湾合同庁舎
  - 第三管区海上保安本部川崎海上保安署[23]
    - 塩浜船舶通航信号所

  - 横浜植物防疫所川崎出張所[24]
  - 関東運輸局川崎海事事務所[25]

### 工場
- 日本触媒
- 東燃化学や新日本石油化学など、石油系の工場が立ち並ぶ[7]。

## 学区
市立小・中学校に通う場合、学区は以下の通りとなる（2025年1月時点）。
| 番・番地等 | 小学校             | 中学校               |
| ---------- | ------------------ | -------------------- |
| 全域       | 川崎市立四谷小学校 | 川崎市立南大師中学校 |

## その他

### 日本郵便
- 郵便番号 : 210-0865[2]（集配局 : 川崎港郵便局[28]）

### 警察
町内の警察の管轄区域は以下の通りである。
| 番・番地等 | 警察署         | 交番・駐在所 |
| ---------- | -------------- | ------------ |
| 全域       | 川崎臨港警察署 | 殿町交番     |